# Pfister (Alp)
Der Ausdruck Pfister (heute auch Kleinhirt umfassend) bezeichnet in Vorarlberg und teilweise in der Schweiz eine Person, die eine Herde von Nutztieren hütet (bewacht) und versorgt (z. B. Schafe, Ziegen, Rinder etc.) Im Lateinischen heißt Hirte „Pastor“.

## Stellung
Der Pfister ist in der arbeitsteiligen Gemeinschaft einer Alp (Alm) in der ersten Ausbildungsstufe. Früher lernten ausschließlich Knaben, meist aus der eigenen Familie oder aus dem Bekanntenkreis, als „Pfister“ die Alpwirtschaft von den Erwachsenen durch Vorzeigen und Nachahmen. Später werden aus diesen Pfistern – wenn sie wollen und geeignet sind – dann Hirten (Großhirte, Meisterhirte), Sennen und/oder Alpmeister.
Die Stellung eines Pfisters auf der Alpe in Vorarlberg bzw. der Schweiz ist der eines Kleinknechts, welcher dem Großknecht untersteht, angenähert.

## Tätigkeit
Pfister waren in Vorarlberg früher Knaben unter etwa 10 Jahren, Kleinhirten solche über etwa 10 Jahren. Heute ist aufgrund gesetzlicher Bestimmungen das Mindestalter in Österreich mit 13 Jahren festgesetzt und ab dem 15. Lebensjahren ist ein Pfister/Kleinhirte ein normaler Dienstnehmer.
Das traditionelle Arbeitsumfeld des Pfister und Kleinhirten war die Hütung des Viehs an einem relativ stationären Ort (Alpe) während des Alpsommers, meist von Mai/Juni bis September/Oktober.
Kleinhirten werden in Vorarlberg geringer bezahlt als das andere Alppersonal. In Bezug auf einen Praktikanten ist der Tagelohn um etwa 25 % geringer.

## Begriffsunterscheidung
In einigen oberdeutschen Gegenden war für den Beruf des Bäckers die Bezeichnung „Pfister“ (Bäckerei – Pfisterei) üblich. Die Wortableitung erfolgte aus dem Lateinisch: Pistor.

## Sage
Als launiger Butz galt der vom Ober-Säß in Schlappin. Auf der Alp hauste er seit undenklicher Zeit im »Dajagmach«. Der Großhirt hatte im Herbst bei der Alpfahrt mit Vorbedacht ein Rind zurückgelassen und schickte am anderen Tag den Kleinhirten hinauf auf die Alp, das „vergessene“ Tier zu holen. Der Großhirte mochte den Kleinhirten nicht leiden und dachte sich, wenn der kleine Nichtsnutz allein hinaufkommt, so wird ihn der Alpbutz schon in „Empfang“ nehmen. Als der Kleinhirte bei der Alphütte angekommen war, packte er seinen Schnappsack aus und jausnete (»Marend«). Nach einer Weile kam der Alpbutz herbei und kauerte ohne Wort neben den Kleinhirten auf den Boden nieder. Der Kleinhirte bot dem Alpbutz von seinem »Marend« an. Der Butz griff ordentlich zu. Beim Verabschieden gab dann der Butz dem Hirten ein zierliches »Schelmapfîfli« (Flöte) als Geschenk. Als der Kleinhirt am Abend mit dem Rind und dem »Schelmapfîfli« nach Hause kam, war der Großhirt ganz verwundert. Besonders als er den schönen Ton der Flöte vernahm. Er wollte auch eine solche Flöte und dachte: »So eine muss mir der Butz auch geben, ob er will oder nicht.« Er ging dann allein zur Alpe. Seither ist vom habsüchtigen Großhirten nichts mehr bekannt.